# Kyrkås gamla kyrka
Kyrkås gamla kyrka är en kyrkobyggnad i Kyrkås som ligger i Kyrkbyn. Den är församlingskyrka i Häggenås-Lit-Kyrkås församling i Härnösands stift. Kyrkan är en förrättningsskyrka och används inte för regelbundna gudstjänster. Dessa hålls i Kyrkås nya kyrka, Häggenås kyrka och Lits kyrka. Kyrkås nya kyrka, från 1845, ligger i byn Lungre. Kyrkås gamla kyrka är en populär dop- och vigselkyrka.

## Kyrkobyggnaden
Kyrkan är en enskeppig salkyrka. De äldsta delarna (långhuset) är troligen från 1350. Senare delar, sakristian  och vapenhuset, är från 1760. Stomme och yttervägg i långhus och sakristia är av liggtimmer. Hela kyrkan har putsad fasad och spåntak, och golvmaterialet är av trä. Klockstapeln nybyggdes 1958 enligt gammal förebild.
Efter totalrestaurering återinvigdes kyrkan 5 juli 1959 av biskop Ruben Josefson.

## Inventarier
Altaret är från 1600-talet, och bänkinredningen är tillverkad av C G Blomberg under 1950-talet. Predikstolen är från perioden 1675–1724. På väggarna är uppsatt en äldre läktarbröstning.

## Övriga byggnader
Invid kyrkan ligger flera byggnader, bland annat en rustmästarbostad från början av 1800-talet, som numera används som hembygdsgård. På hembygdsgården sker traditionellt midsommarfirande sedan mer än 40 år, och kaffeservering finns på helgerna under sommarmånaderna. Tillsynen av kyrkan sköts av Kyrkås hembygdsförening. Föreningen bildades 1947, och tog som sin huvuduppgift att vårda medeltidskyrkan.

## Bilder

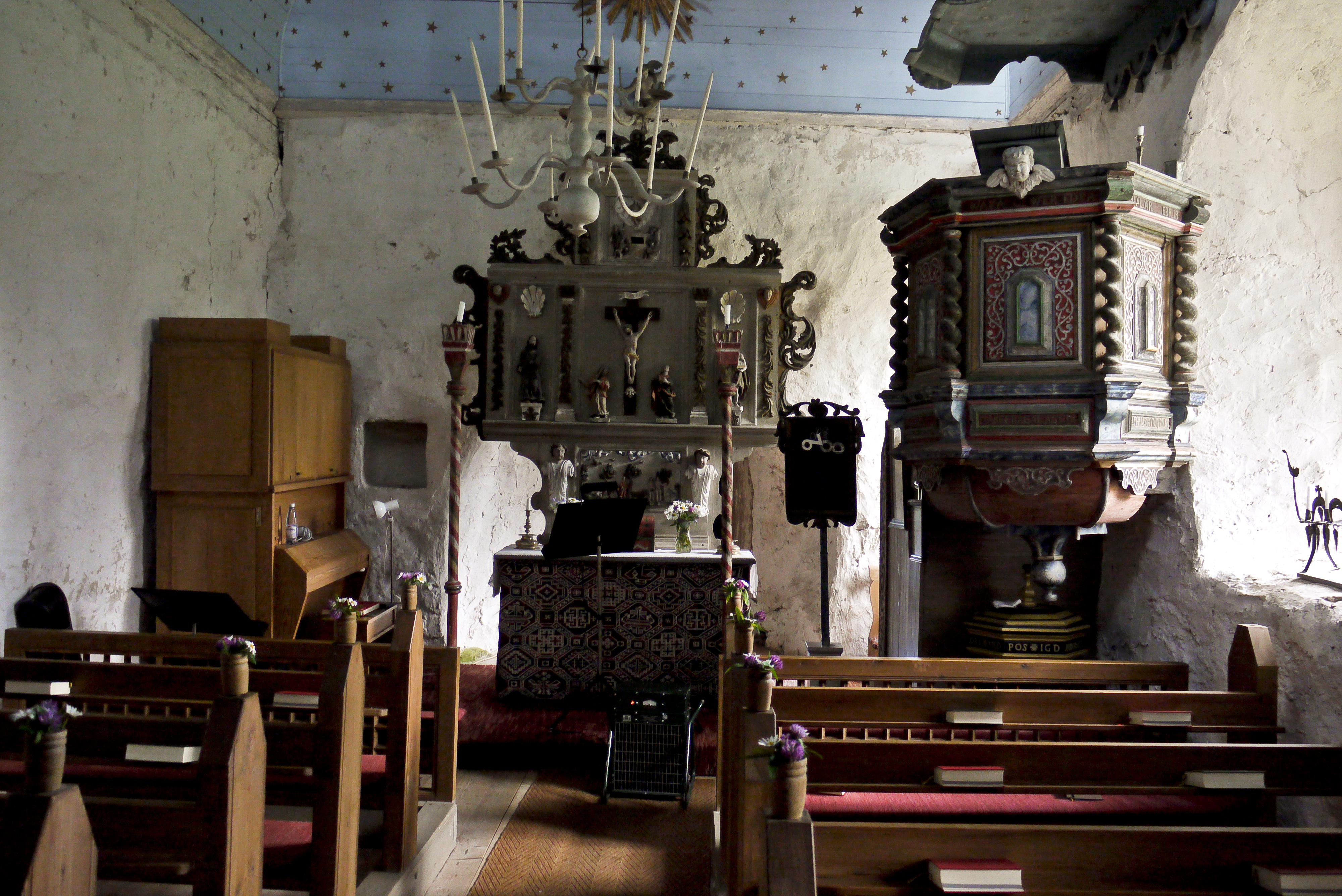
Orgel, altare, predikstol
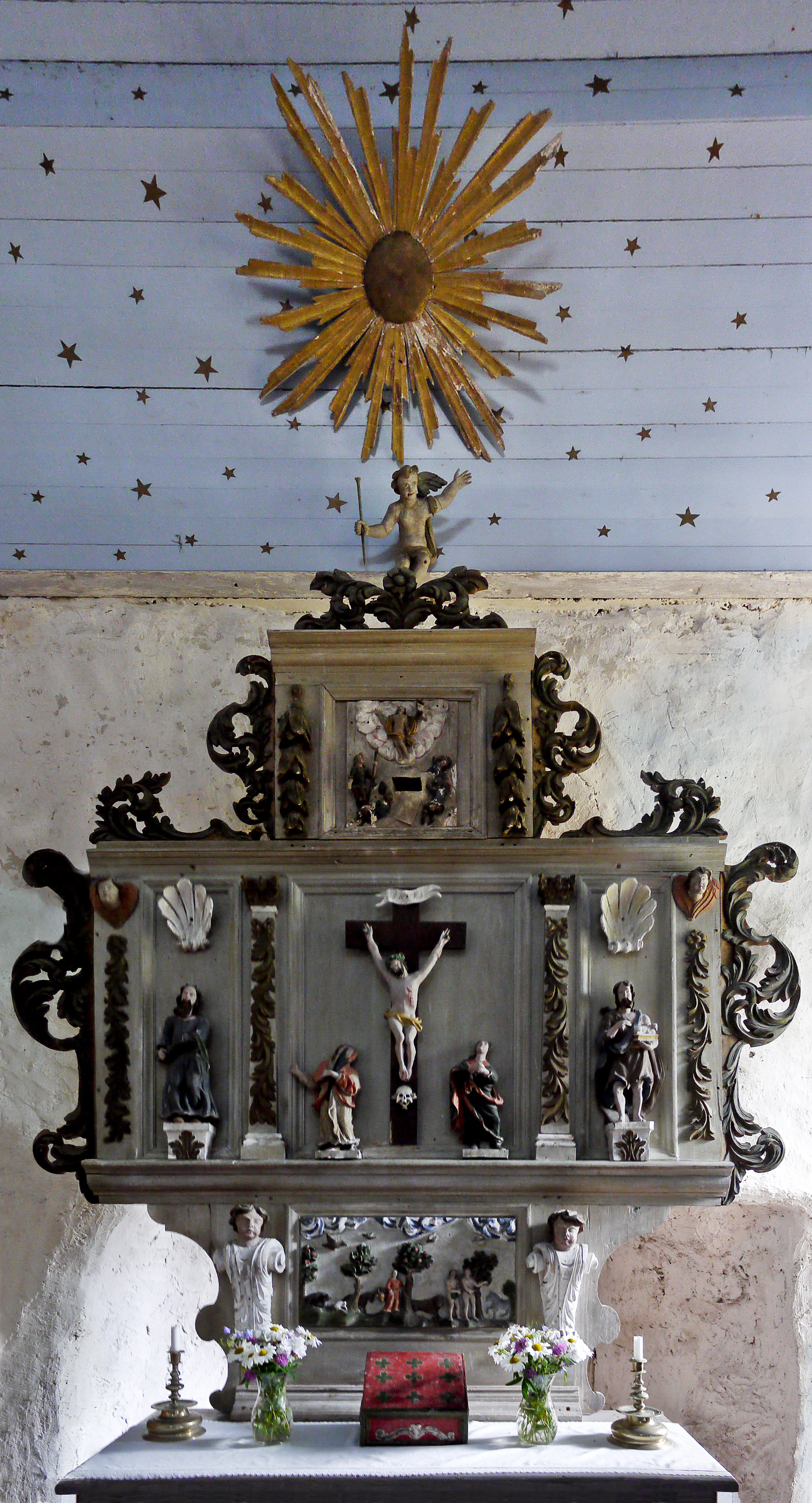
Altare med altartavla
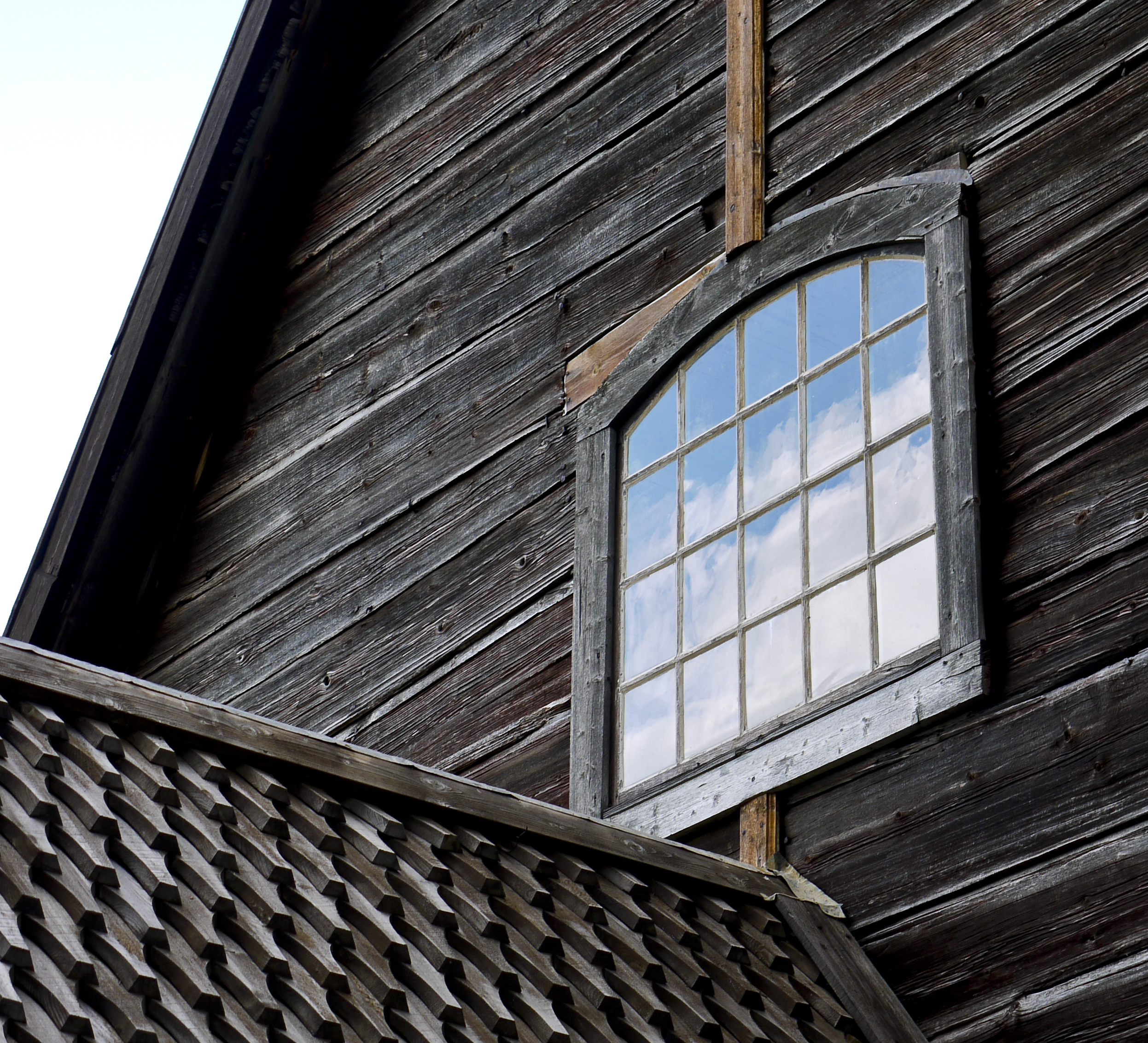
Fönster, spåntak
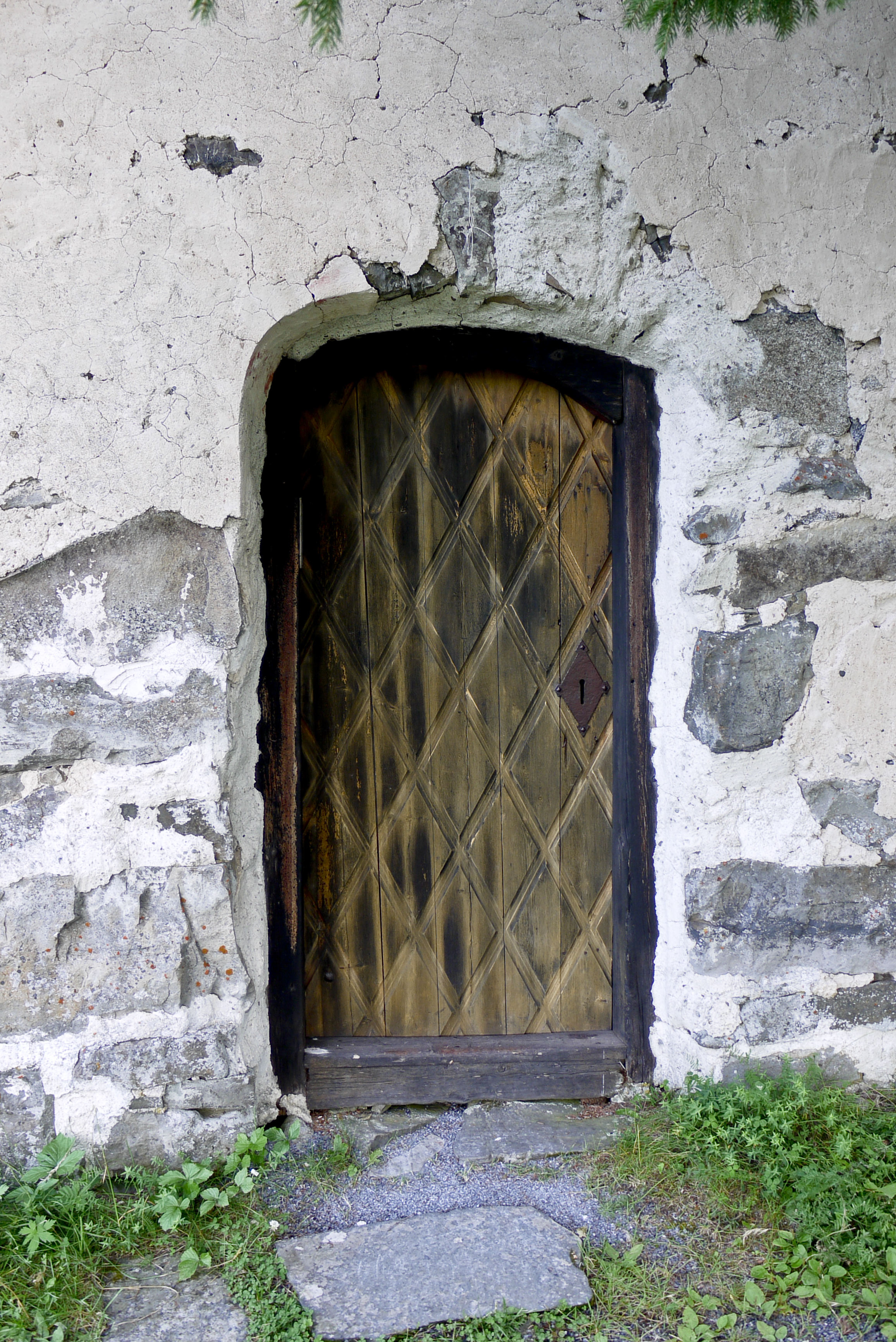
Kyrkdörr
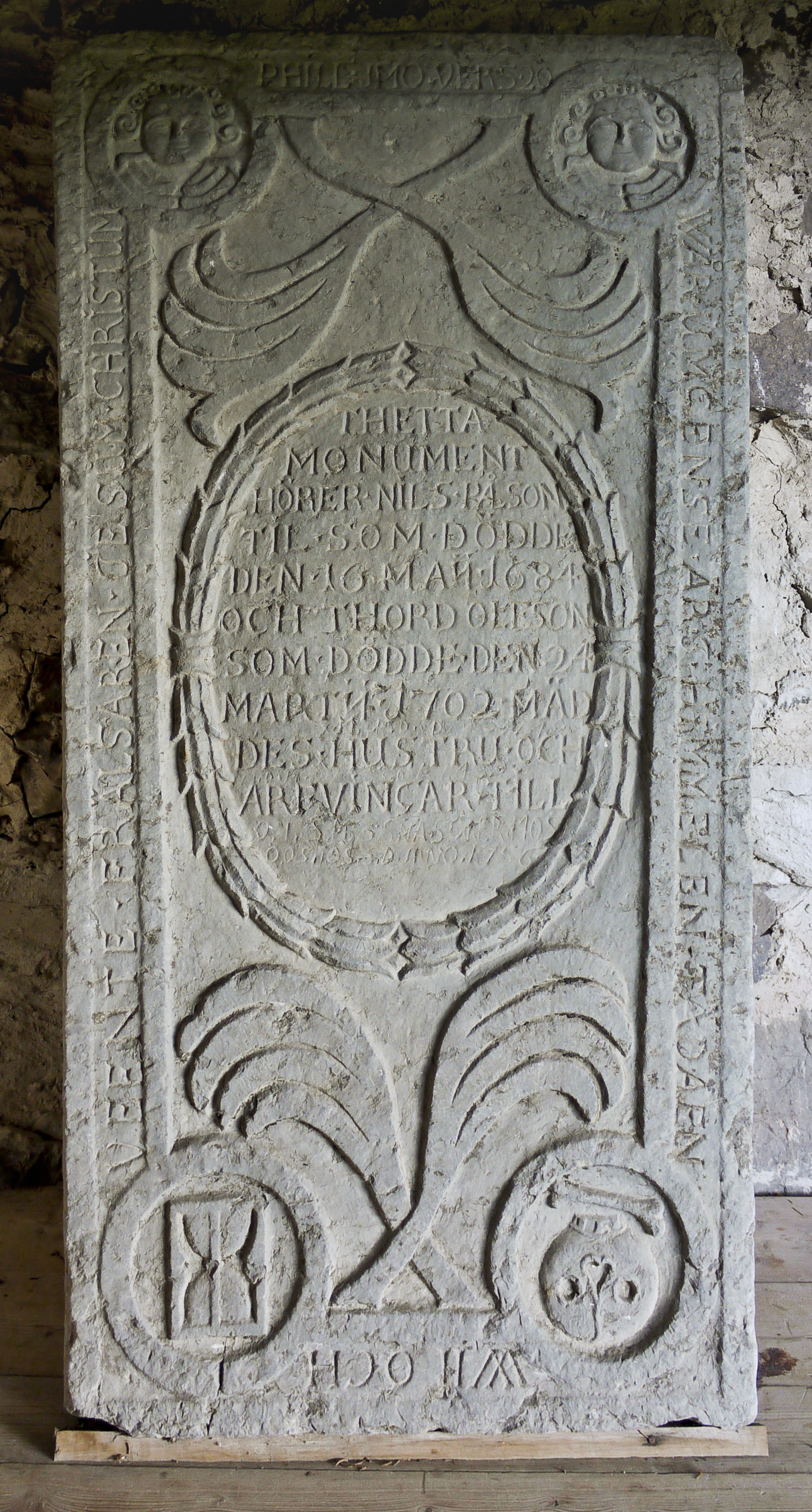
Gravsten i kyrkan
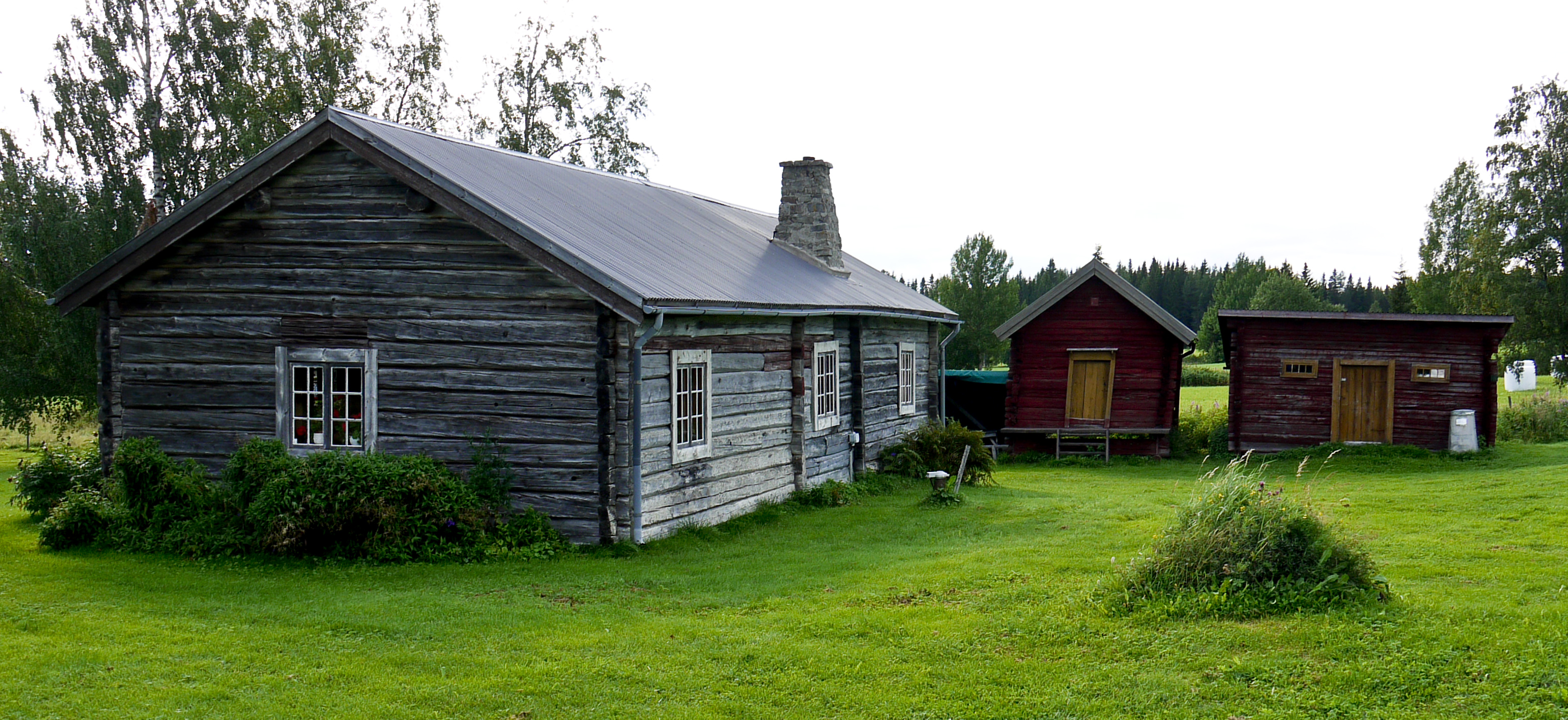
Rustmästargården
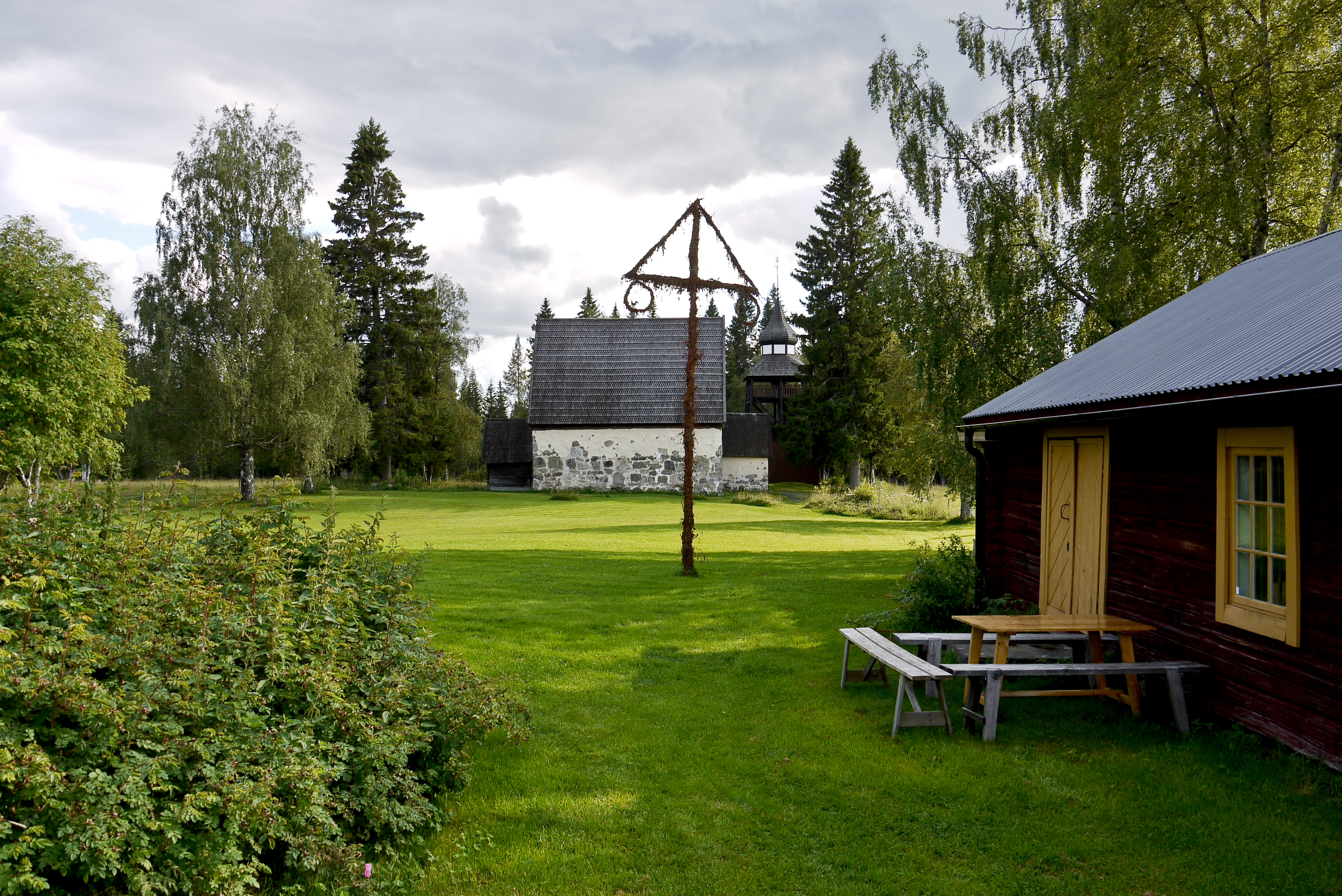
Hembygdsgårdsområdet